# Xã Palmyra, Quận Renville, Minnesota
Xã Palmyra (tiếng Anh: Palmyra Township) là một xã thuộc quận Renville, tiểu bang Minnesota, Hoa Kỳ. Năm 2010, dân số của xã này là 179 người.